# 4 Arietis
4 Arietis, som är stjärnans Flamsteed-beteckning, är en ensam stjärna belägen i den mellersta delen av stjärnbilden Väduren. Den har en skenbar magnitud på ca 5,86 och är svagt synlig för blotta ögat där ljusföroreningar ej förekommer. Baserat på parallax enligt Gaia Data Release 2 på ca 11,5 mas, beräknas den befinna sig på ett avstånd på ca 285 ljusår (ca 87 parsek) från solen. Den rör sig bort från solen med en heliocentrisk radialhastighet av ca 6 km/s.

## Egenskaper
4 Arietis är en blå till vit stjärna i huvudserien av spektralklass B9.5 V. Den har en massa som är ca 2,5 solmassor, en radie som är ca 2,2 solradier och utsänder ca 40 gånger mera energi än solen från dess fotosfär vid en effektiv temperatur av ca 10 900 K.